# اچ‌ام‌اس بریونی (کی۱۹۲)
اچ‌ام‌اس بریونی (کی۱۹۲) (به انگلیسی: HMS Bryony (K192)) یک کشتی است که طول آن ۲۰۵ فوت (۶۲ متر) می‌باشد. این کشتی در سال ۱۹۴۰ ساخته شد.